# Cornufer wuenscheorum
Espèce
Synonymes
- Platymantis wuenscheorum Günther, 2006

Statut de conservation UICN

 DD  : Données insuffisantes
Cornufer wuenscheorum est une espèce d'amphibiens de la famille des Ceratobatrachidae.

## Répartition
Cette espèce est endémique de Nouvelle-Guinée occidentale en Indonésie. Elle se rencontre sur l'île Yapen à une altitude comprise entre 900 et 1 150 m d'altitude dans les monts Amoman.

## Étymologie
Cette espèce est nommée en l'honneur de Rosi et Jochen Wuensche.

## Publication originale
- Günther, 2006 : A new species of the frog genus Platymantis from the mountains of Yapen Island, northern Papua Province, Indonesia (Amphibia: Anura: Ranidae). Zoologische Abhandlungen. Staatliches Museum für Tierkunde in Dresden, vol. 55, p. 85-94 (texte intégral).